# Міжконтинентальне дербі
Міжконтинентальне дербі (тур. Kıtalararası Derbi) — назва будь-якого футбольного матчу між «Фенербахче» і «Галатасараєм» (дві основні турецькі команди з азійської та європейської частин Стамбула відповідно). Це протистояння також відомо як Вічне суперництво (тур. Ezelî Rekabet). Обидва суперника також є найуспішнішими клубами в історії турецького футболу. Це дербі існує вже понад століття і перетворилося в одне з найяскравіших, непримиренних і часто запеклих дербі в світі. Воно традиційно привертає велику кількість глядачів і майже рівну підтримку обох команд по всій країні. У вересні 2009 року британська Daily Mail поставила дербі «Фенербахче — Галатасарай» на друге місце серед десяти найбільших футбольних протистоянь всіх часів.

## Історія

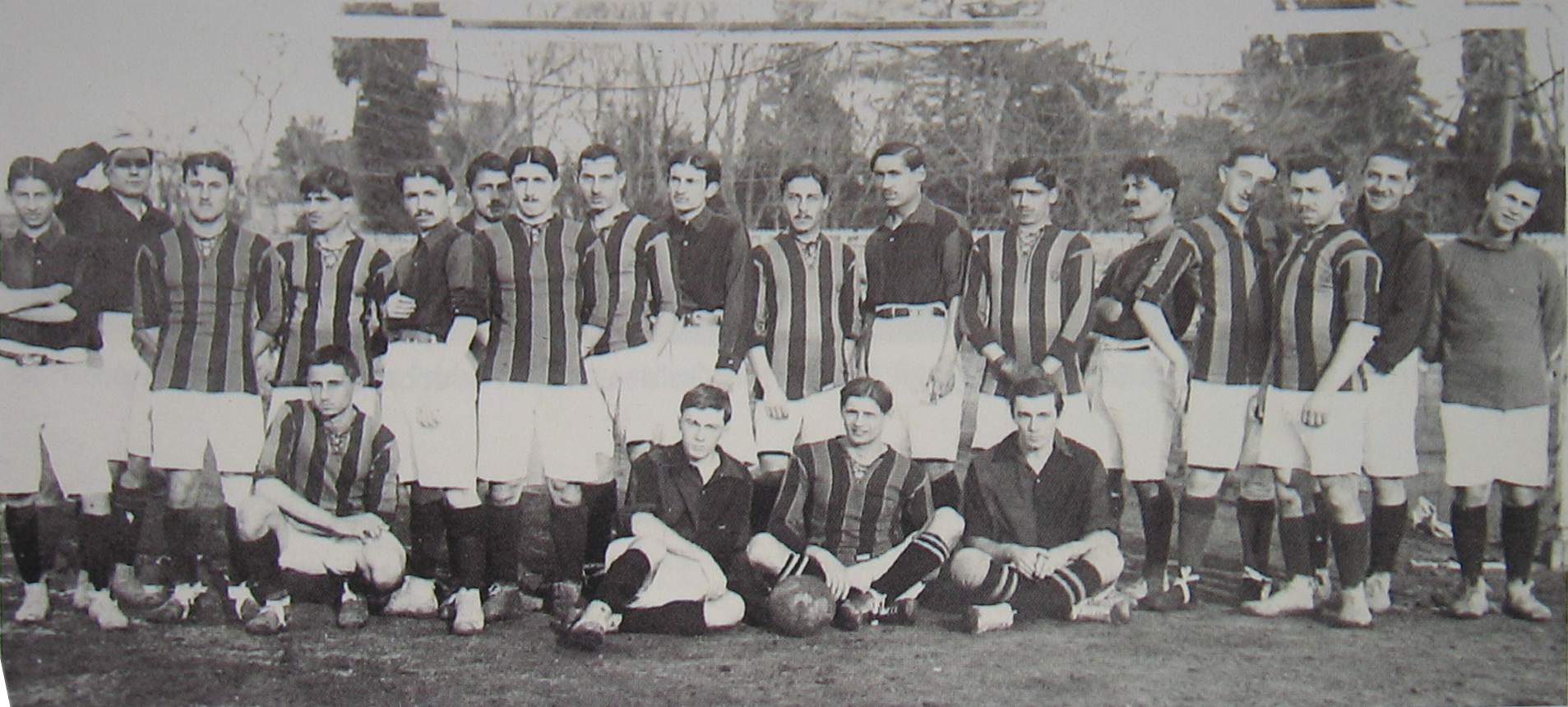
«Фенербахче» і «Галатасарай» в сезоні 1913/14.

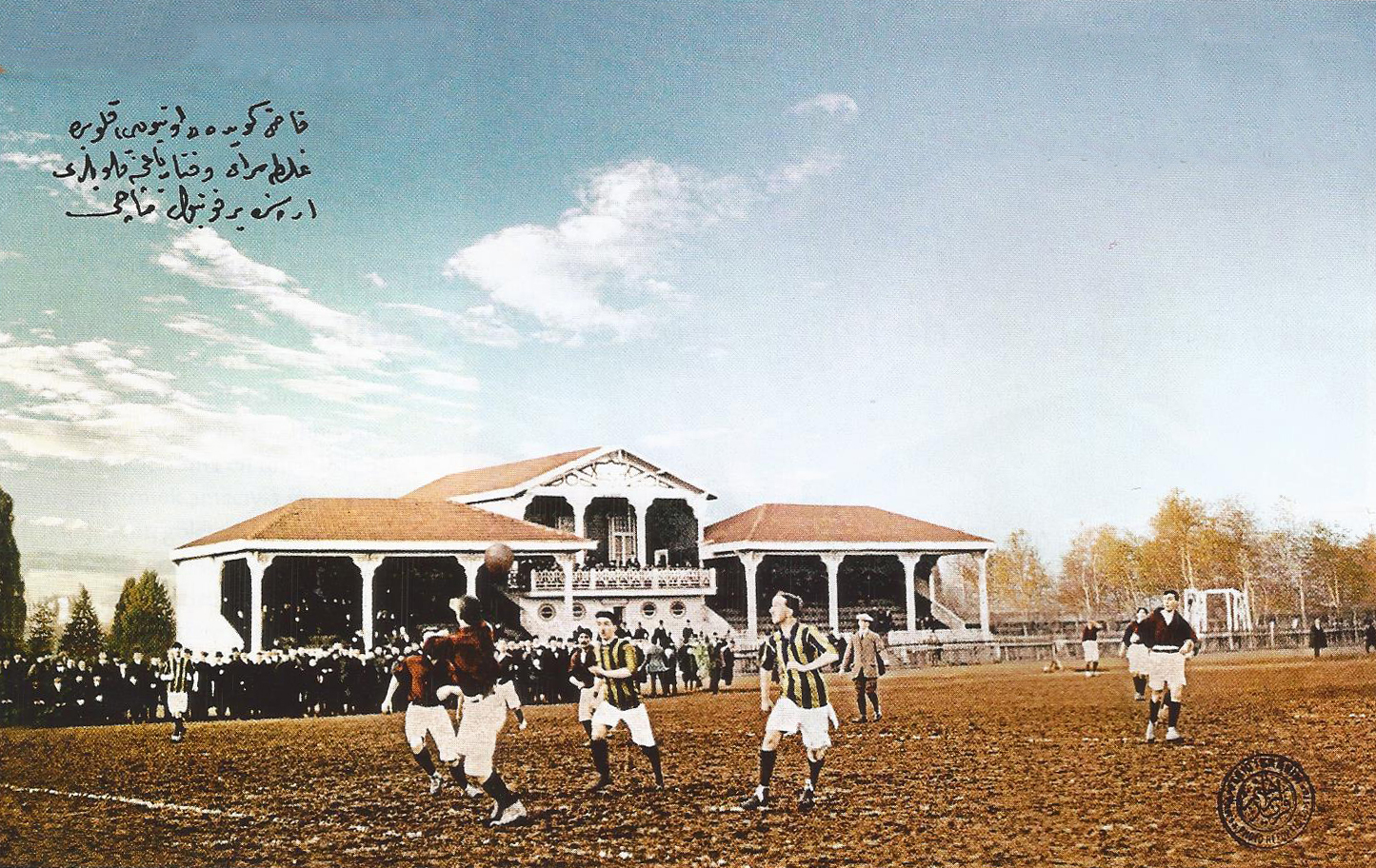
Матч команд на полі Уніон Клуб в сезоні 1913/14.

Перша гра між двома командами була товариською і відбулась в неділю, 17 січня 1909 року. Матч, проходив на полі Папазин Чаїри, на місці нинішнього стадіону «Фенербахче» Шюкрю Сараджоглу і закінчився з рахунком 2:0 на користь «Галатасараю». «Фенербахче» ж здобув першу перемогу над «Галатасараєм» у четвертому турі Стамбульської футбольної ліги у неділю, 4 січня 1914 року, з рахунком 4:2.
21 вересня 2003 року два клуби провели матч у рамках турецької Суперліги з рекордною відвідуваністю в історії їх протистояння. Гру, яка закінчилася внічию 2:2, відвідало 71 334 людини. Найбільша перемога в дербі була здобута «Галатасараєм» з рахунком 7:0. Ця гра була проведена 12 лютого 1911 року в рамках шостого туру Стамбульської футбольної ліги 1910/11. Найбільша ж перемога «Фенербахче» була зафіксована 6 листопада 2002 року, коли «Галатасарай» був розгромлений з рахунком 0:6, при цьому «Фенербахче» чотири голи забив, будучи в меншості.

## «Тюрккулюбю»: ідея об'єднання «Галатасарая» і «Фенербахче»

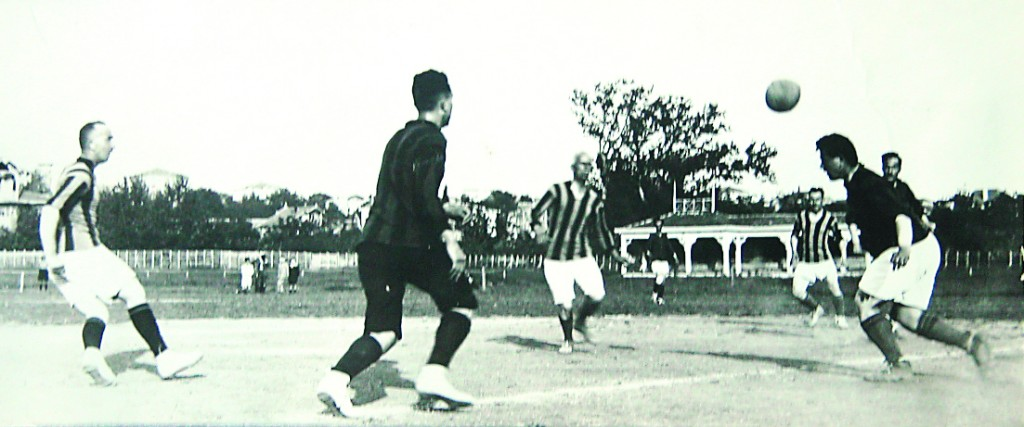
Матч між ветеранами клубів в 1923 році.

Перші ігри ліги в Туреччині відбулися в Стамбулі в 1904 році. Спочатку ця ліга називалася Стамбульської футбольною лігою. У ній брали участь команди «Каді-Кей», «Мода», «Елпіс» «ХМС Імогене». Вони складалися з представників англійської, грецького і вірменської меншин, що проживають в Туреччині. «Галатасарай» приєднався до ліги в сезоні 1906/07, а «Фенербахче» — в сезоні 1909/10. «Галатасарай» не брав участь в лізі в сезоні 1911/12 і запропонував «Фенербахче» в оренду своїх футболістів Еміна Бюлента Сердароглу, Джелала Ібрагіма і двох інших на матч проти команди «Страгглерс». «Фенербахче» не прийняв цю пропозицію. У 1912 році президент «Галатасарая» Алі Самі Єн і президент «Фенербахче» Галіп Кулаксизоглу провели нараду, склали протокол і домовилися сформувати сильну турецьку команду проти нетурецьких команд в лізі. У відповідності з цією угодою новий клуб повинен був називатися «Тюрккулюбю» (тур. Türkkulübü), його форма повинна була повністю білою з червоною зіркою. Крім того, вони погодилися створити музей. 23 серпня 1912 року вони подали петицію в Османську секцію Міжнародного олімпійського комітету. Втім через початок Балканських воєн у 1913 році, це об'єднання так і не відбулося.